# Thomm

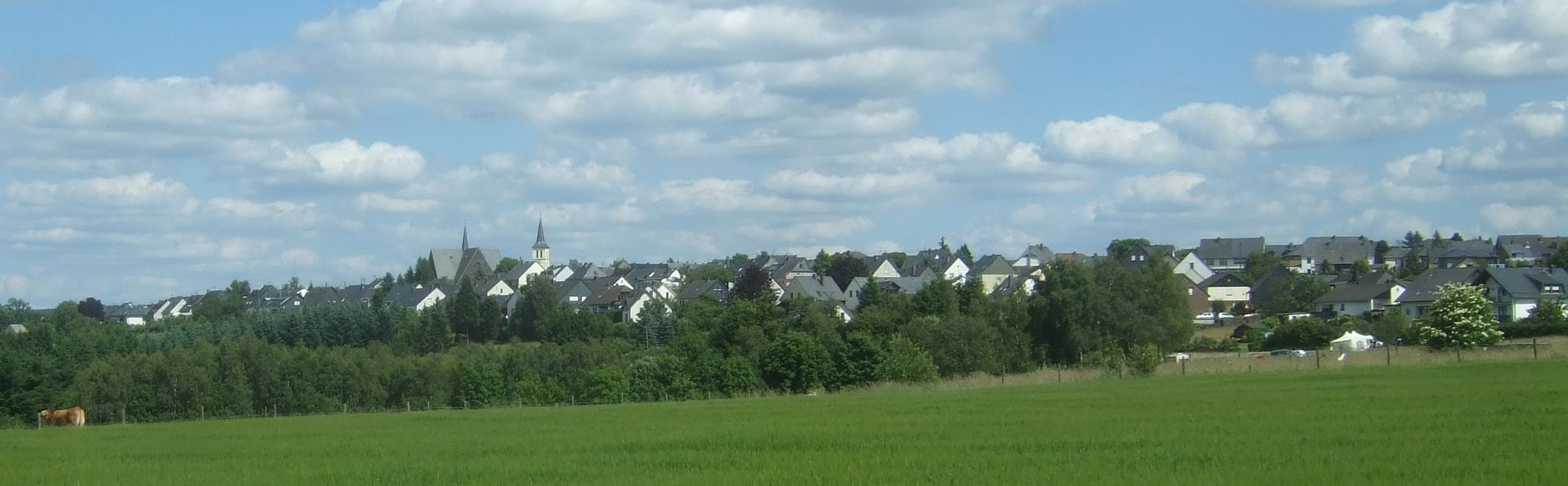
Blick auf Thomm

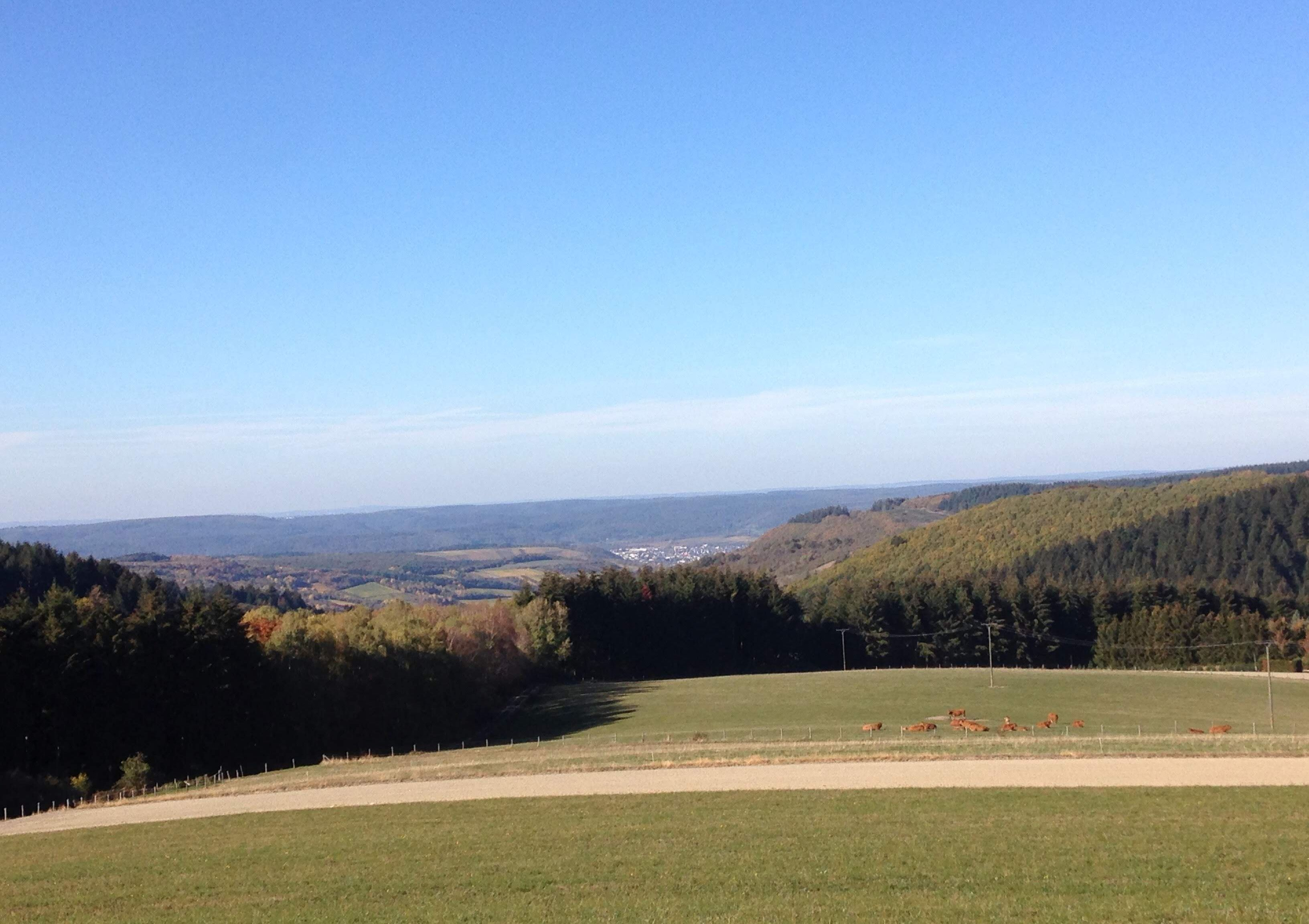
Blick von Thomm nach Schweich

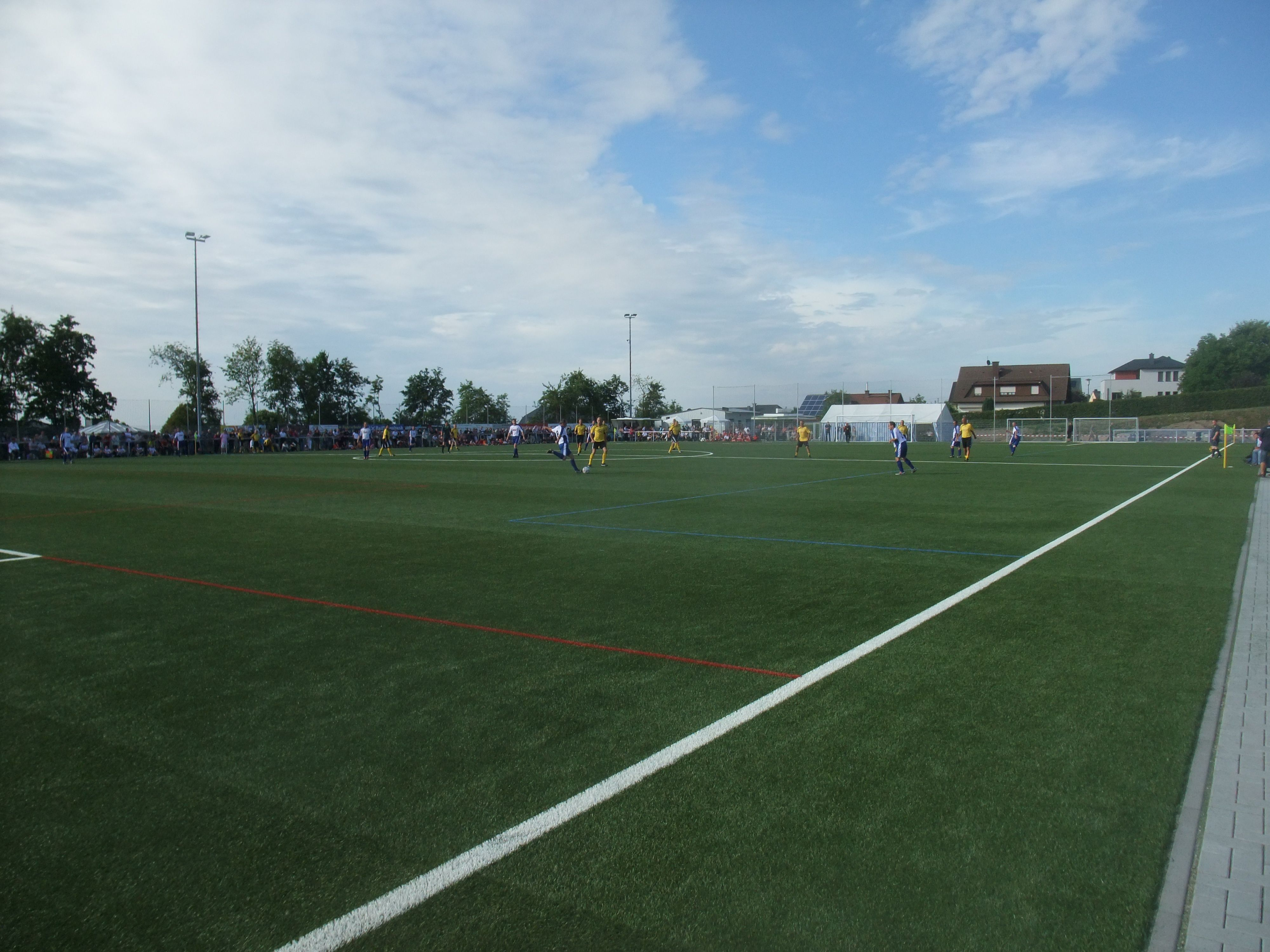
Sportplatz

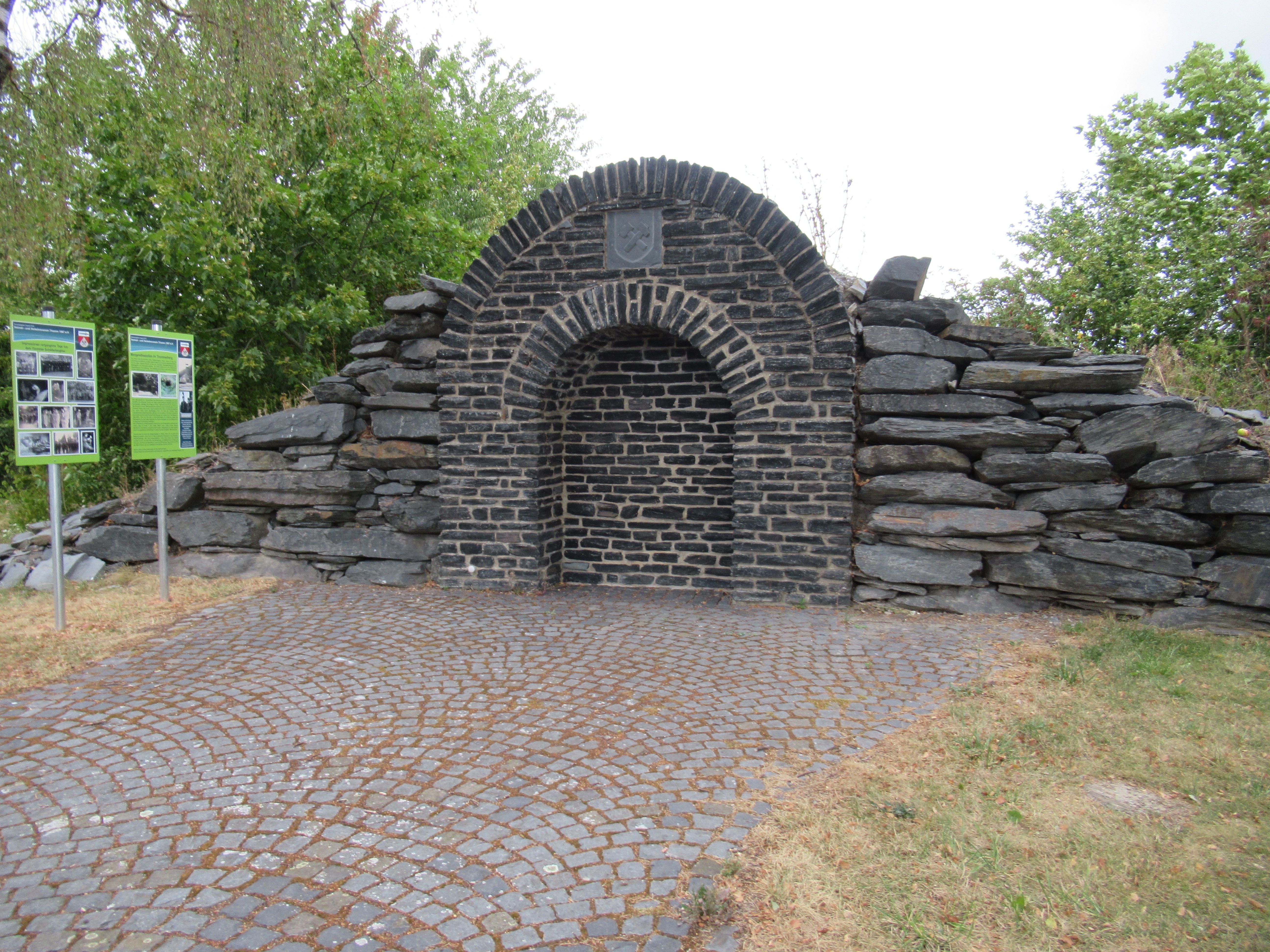
Nachbildung Margarethenstolleneingang

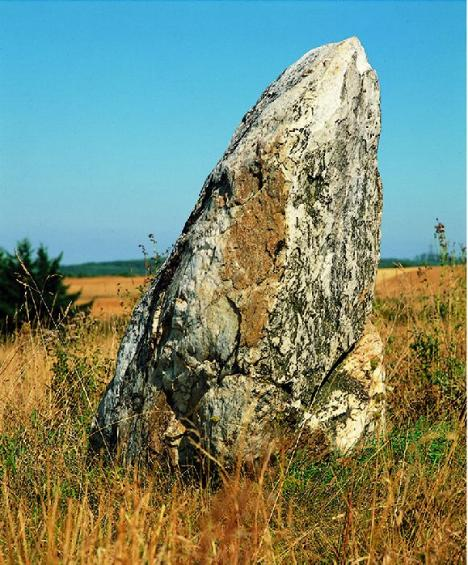
Hinkelstein

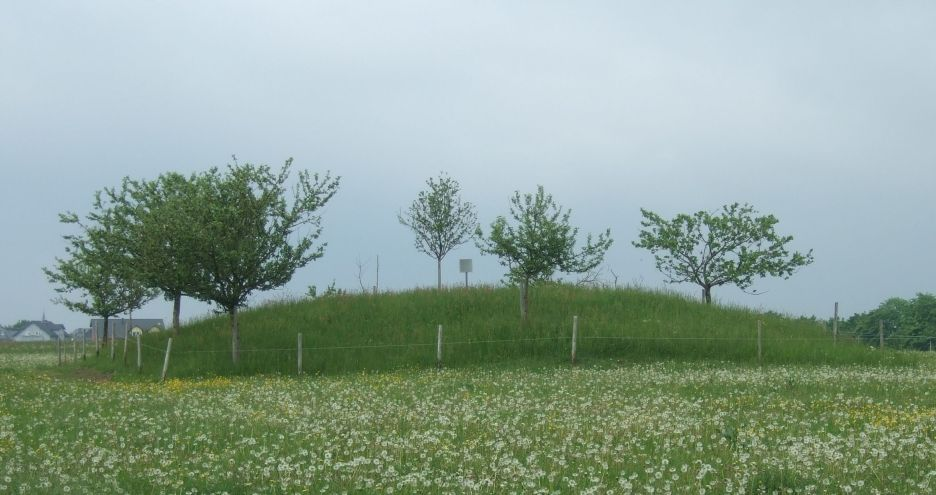
Hügelgrab

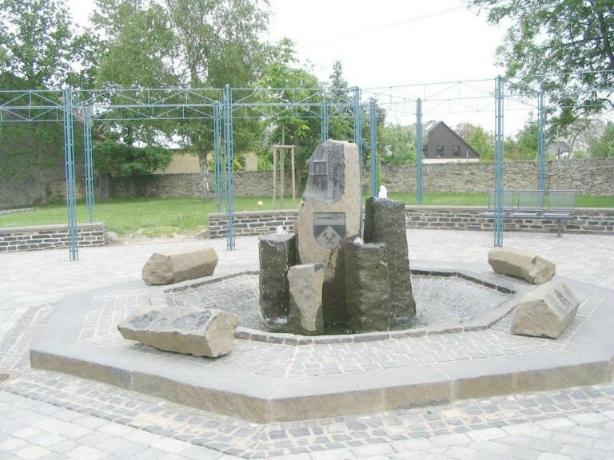
Neuer Dorfbrunnen

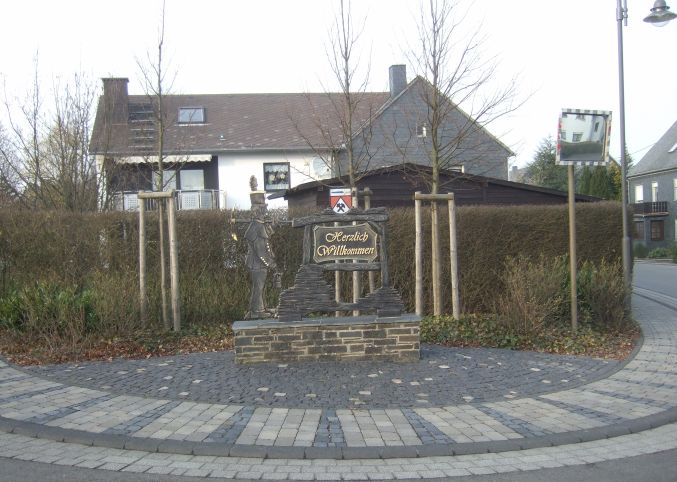
Skulptur am südl. Ortseingang

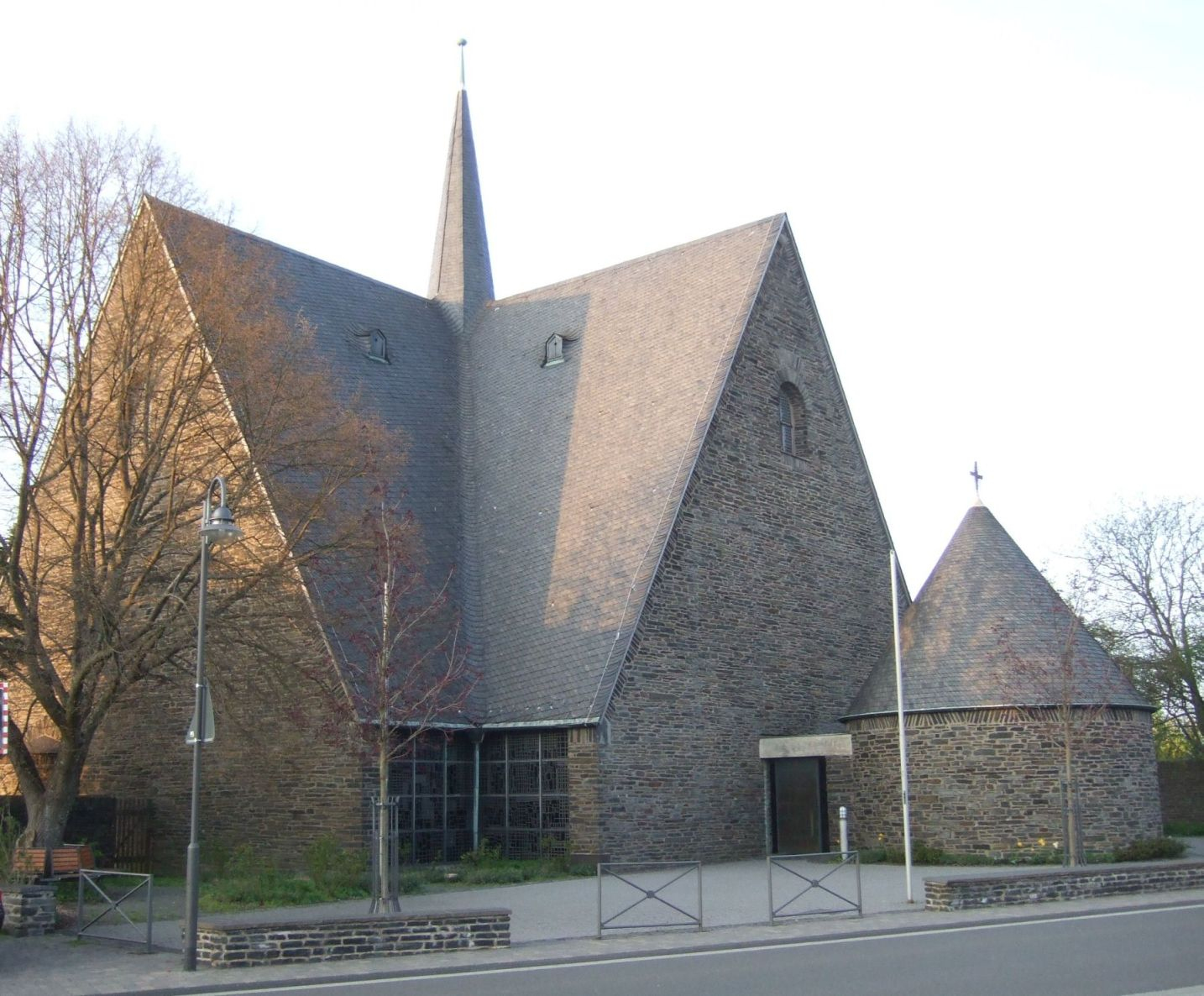
Kirche

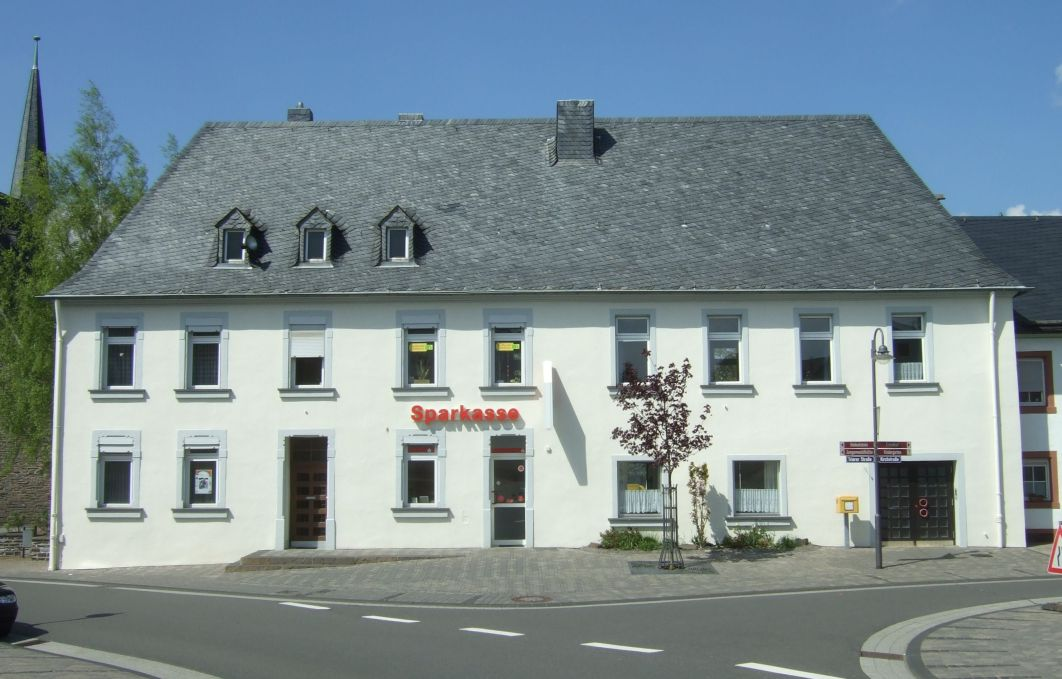
Haus der Gemeinde

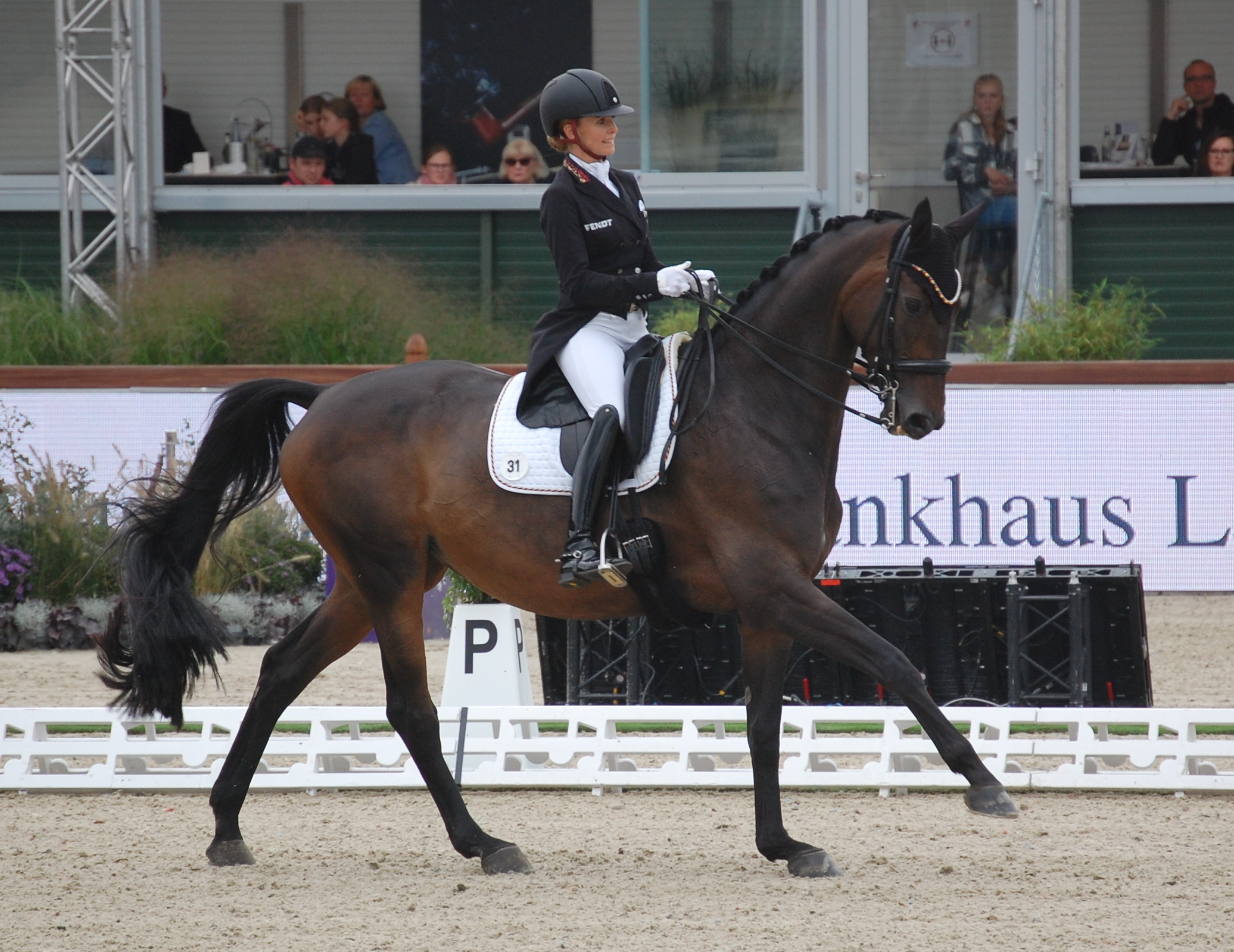
Dalera mit Jessica von Bredow-Werndl

Thomm (von lat. tumba = Grabhügel, moselfränkisch: [tom]) ist eine Ortsgemeinde im Landkreis Trier-Saarburg in Rheinland-Pfalz. Sie gehört der Verbandsgemeinde Ruwer an, die ihren Verwaltungssitz in Waldrach hat.
Thomm liegt etwa auf halber Strecke zwischen den Städten Trier und Hermeskeil an der L 151 (Abfahrten Neuhinkelhaus und Osburg-Neuhaus) und ist bekannt für einen guten Viez (Apfelwein) und seine Bergbautradition (zusammen mit Fell).
Eine weite Rundumsicht kennzeichnet die Lage des Ortes, die bis 469 m über NN reicht.
Die Stadt Schweich und der Meulenwald, die Eifelberge, der Mehringer Wald, die Hohe Wurzel und der Rösterkopf, die Pellinger Höhen und die Höhen jenseits von Trier sind ohne weiteres sichtbar.
Im östlichen Bereich von Thomm ist der Gipfel des Erbeskopfes, des höchsten Berges von Rheinland-Pfalz, zu sehen.

## Geographie

### Geographische Lage
Die Gemarkung von Thomm liegt im vorderen Osburger Hochwald, dem sog. Osburger Hunsrück und wird östlich und nördlich umflossen vom Thommerbach, der über den Feller Bach der Mosel zufließt.
Nach Südwesten entwässert die Gemarkung über den Rotelbach und den Bausbach zur Riveris, die über die Ruwer ebenfalls zur Mosel fließt.
Gemeindeteile sind Althinkelhaus, Neuhinkelhaus und Thommerberg.
Die Thommer Mühle am Thommerbach bestand bis in die 1920er Jahre.
Die hauptsächlichen Flurnamen von Thomm sind
An der Köpp,
Brasilienberg,
Jauch,
Kirchhuf,
Klausberg und
Heßler.
Der Brasilienberg war einst Treffpunkt für Auswanderer nach Brasilien.
Die Straßen in Thomm sind Altenweg, Auf der Heide, Auf der Persch, Barbaraweg, Bergmannsweg, Borngasse, Fahrtweg, Feldstraße, Feller Straße, Höhenstraße, Im Eichenbungert, Kapellenstraße, Kirchstraße, Lorengasse, Martinstraße, Mühlweg, Neu-Hinkelhaus, Neuenweg, Osburger Weg, Richtgasse, Ringstraße, Römerstraße, Ruwertalblick, Auf den Schiefergruben, Schmiedegasse, Schulstraße, Sommergasse, Theisbungert, Trierer Straße, Waldracher Weg, Zum Hügel und Zur Schönen Aussicht.

### Benachbarte Gemeinden
Nachbargemeinden sind im Uhrzeigersinn (beginnend im Norden):
Fell, Herl, Farschweiler, Osburg und Waldrach.

### Geologie
In der Gemarkung wird die Grauwackenzone des Osburger Hochwaldes vom Ton- und Bänderschiefer abgelöst.

## Geschichte
Die Gegend um Thomm und Osburg war vermutlich schon vor mehr als 2000 Jahren besiedelt, was Funde von Gegenständen und Baurückständen, auch keltischen Ursprungs, wie z. B. das Fürstengrab von Thomm, belegen. Hinkelstein heißt noch heute der Menhir, vermutlich aus spätneolithischer Zeit, der auf freier Flur an einem Feldwege 1 km westlich von Thomm, etwas rechts abseits der Landesstraße 151 von Hermeskeil nach Trier steht. Er besteht aus fast weißem Quarz und hat die Gestalt einer schlanken Pyramide. Von ihm haben das neue und das in seiner Nähe gelegene alte Hinkelhaus, das durch einen Brand in den 1960er Jahren zerstört wurde, ihre Namen.
Im ältesten Trierer Stadtrecht um 1190 wird Thomm erstmals genannt.
Bewohner von Waldrach, Thomm, Riveris, Osburg, Reinsfeld, Kell, Wiltingen, Kanzem, Filzen, Könen, Konz, Wasserliesch, Reinich, Zewen, Ober- und Niederkirch, Euren, Trierweiler u. a. waren dazu verpflichtet jährlich den Trierer Stadtbach zu reinigen als Gegenleistung für Markt- und Zollerleichterungen.
Von etwa 1217 stammt eine undatierte Urkunde, mit der die kreuzfahrenden Ritter Peter von Merzig und Friedrich von der Brücke die ihnen in Osburg, Waldrach, Thomm und Riveris zustehende Hunria-Gerichtsbarkeit an den Trierer Erzbischof Theoderich verpfänden.
Thomm wird um das Jahr 1220 auch im Liber annalium iurium des Erzbischofs von Trier genannt.
Eine weitere urkundliche Erwähnung erfolgt im Jahre 1329 in einem Lehnsrevers derer von Oeren. Im Folgejahr wird bereits eine Kirche erwähnt in der Taxa generalis des Erzbistums Trier. Das Patronatsrecht und der Zehnt waren ein kurtrierisches Lehen, das Bestandteil des kurfürstlichen Schenkenamtes war. 1538 kam das Lehen vom Schenk von Schmidtburg an die Freiherrn und späteren Reichsgrafen von Kesselstatt und verblieb dort bis zur napoleonischen Zeit.
Der Ort entwickelte sich wie folgt: im Trierer Feuerbuch von 1563 sind 16 Feuerstellen verzeichnet, 1684 nur noch 12. Mit dem Beginn des Schieferabbaues in der Nähe des Ortes stieg auch die Einwohnerzahl von 229 im Jahre 1787 auf 327 im Jahre 1818. 1978 waren es 877 Einwohner und 1998 mehr als 1000.
1788 erhielt Thomm eine neue Kirche; 1964 wurde nach den Plänen des Trierer Architekten Heinrich Otto Vogel nochmals eine neue Kirche errichtet. Von der alten Kirche blieb beim 1964er Bau nur noch der Glockenturm und die bis auf einen Grundriss abgetragene Außenmauer erhalten. Die neue Kirche wurde am 28. August 1965 durch den Trierer Weihbischof Carl Schmidt eingesegnet.
Von 1778 bis 1978 gab es in Thomm Schulen. Eine Liste der Lehrpersonen ist von 1817 bis 1978 dokumentiert. 1978 erfolgte die Einschulung erstmals in der damaligen Mittelpunktschule Osburg.
Im März 1945 wurde Thomm im Zweiten Weltkrieg weitgehend zerstört. Bei den alliierten Luftangriffen suchte die Bevölkerung Schutz in den Schiefergruben nahe dem Orte. Am 17. März 1945 sind die Amerikaner in Thomm einmarschiert. Für die Gefallenen der beiden Weltkriege wurde bei der alten Kirche ein Kriegerdenkmal errichtet.
Die Anfänge des Kirchenchores Cäcilia liegen im Dunkeln, erstmals erwähnt wird ein bestehender Kirchenchor 1895. 1920 wurde der Männergesangverein gegründet, 1925 die Freiwillige Feuerwehr, 1927 die Bergmannskapelle Glück Auf und 1929 der Sportverein Glück Auf. Seit 1969 gibt es Jugend-Organisationen in Thomm. 1987 wurde der Heimat- und Verkehrsverein gegründet.
Von 1971 bis 2011 fand auf der Kreisstraße 82 zwischen Fell und Thomm jährlich das Trierer Bergrennen statt, das zur Europa-Bergmeisterschaft zählte. Auf derselben Strecke werden seit dem Jahre 2000 (mit Unterbrechungen) Wertungsprüfungen der Deutschland-Rallye gefahren.
2005 wurde nach zweijährigen Bauarbeiten der Ausbau der Kreisstraße und die Neugestaltung der Dorfplätze mit einem großen Dorffest gefeiert und der neue Dorfbrunnen mit den historischen Steinen eingeweiht. 2007 gelang der Fußballspielgemeinschaft Osburg-Thomm der Aufstieg in die Bezirksliga des Fußballverbandes Rheinland und hielt diese Liga bis zum Jahre 2017. 2009 ist Thomm Gastgeber des 15. Kreisjugendfeuerwehrzeltlagers des Kreisjugendfeuerwehrverbandes Trier-Saarburg mit etwa 600 teilnehmenden Jugendlichen.
Beim Sportfest 2010 wurde der neue Kunstrasensportplatz seiner Bestimmung übergeben.
Im Dezember 2010 wurde ein Arbeitskreis des Heimat- und Verkehrsvereins gebildet, der mit Unterstützung durch die Ortsgemeinde Thomm sich die Erstellung einer Dorfchronik zum Ziel gesetzt hat. Am 22. Dezember 2012 fand zum ersten Mal in Thomm ein Weihnachtsmarkt auf dem neuen Dorfplatz am alten Kirchturm statt, organisiert von der Bergmannskapelle und weiteren Interessensgruppen.
Am 8. August 2015 veranstaltete der Jugendclub Thomm das Benefizkonzert Lautstark gegen Krebs mit über 1000 Besuchern auf dem Festplatz am Bürgerhaus. Vom 29. bis 31. August 2015 wurde das 50-jährige Jubiläum der Konsekration der neuen Thommer Kirche zusammen mit der Kirmes und dem Pfarrfest gefeiert. Zu diesem Anlass erschien das 140 Seiten starke Buch 50 Jahre Pfarrkirche St. Pauli Bekehrung Thomm, herausgegeben vom Heimat- und Verkehrsverein Thomm in Zusammenarbeit mit Pfarrgemeinde und Ortsgemeinde Thomm.
Das Straßenradrennen Deutschland Tour 2018 führte mit der zweiten Etappe Bonn-Trier auch durch Thomm.
2019 war Thomm wieder Gastgeber des 19. Kreisjugendfeuerwehrzeltlagers des Kreisjugendfeuerwehrverbandes Trier-Saarburg mit etwa 550 teilnehmenden Jugendlichen.
Aufgrund der Einschränkungen durch die COVID-19-Pandemie kam das öffentliche Leben in Thomm ab etwa März 2020 fast vollständig zum Erliegen.
Die in Thomm geborene Trakehner-Stute TSF Dalera BB erzielte mit Jessica von Bredow-Werndl jeweils Doppelgold bei den Olympischen Spielen 2020 und 2024 sowie zahlreiche weitere Medaillen und Auszeichnungen. Auf der FEI-Weltrangliste der Dressurpferde belegte sie bis 2024 Platz 1.

## Bevölkerungsentwicklung
Die Entwicklung der Einwohnerzahl von Thomm, die Werte von 1871 bis 1987 beruhen auf Volkszählungen:
| Jahr | Einwohner |
| ---- | --------- |
| 1815 | 327       |
| 1835 | 410       |
| 1871 | 534       |
| 1905 | 640       |
| 1939 | 738       |
| 1950 | 707       |
| 1961 | 801       |

| Jahr | Einwohner |
| ---- | --------- |
| 1970 | 860       |
| 1987 | 839       |
| 1997 | 943       |
| 2005 | 1.077     |
| 2011 | 1.079     |
| 2017 | 1.075     |
| 2024 | 1.038     |

## Religion
Beim Zensus 2011 waren 86 % der Einwohner katholisch und 6 % evangelisch. Die katholische Kirche St. Pauli Bekehrung gehört zur Pfarrei St. Franziskus Im Hochwald im Pastoralen Raum Hermeskeil des Bistums Trier. Die Evangelischen sind der Evangelischen Kirchengemeinde Ehrang und der Evangelischen Kirche im Rheinland zugeordnet.

## Politik
Bis zum Ende des 18. Jahrhunderts gehörte Thomm zur Pflege Waldrach des kurtrierischen Amtes Pfalzel. Es kam dann zur französischen Mairie Farschweiler und 1816 zur preußischen Bürgermeisterei Farschweiler, die 1927 in Amt Farschweiler umbenannt wurde. Mit den Orten Farschweiler, Herl, Lorscheid und Osburg kam Thomm 1934 zum Amt Waldrach in Ruwer, das 1954 den Namen Amt Ruwer erhielt und 1968 zur Verbandsgemeinde Ruwer wurde, die 2005 den Verwaltungssitz von Trier-Ruwer nach Waldrach verlegte.

### Gemeinderat
Der Ortsgemeinderat in Thomm besteht aus 16 Ratsmitgliedern, die bei der Kommunalwahl am 9. Juni 2024 in einer Mehrheitswahl gewählt wurden, und dem ehrenamtlichen Ortsbürgermeister als Vorsitzendem.
Die Sitzverteilung im Ortsgemeinderat:
| Wahl | SPD                 | CDU                 | WG                  | Gesamt   |
| ---- | ------------------- | ------------------- | ------------------- | -------- |
| 2024 | per Mehrheitswahl * | per Mehrheitswahl * | per Mehrheitswahl * | 16 Sitze |
| 2019 | 6                   | 3                   | 7                   | 16 Sitze |
| 2014 | 7                   | –                   | 9                   | 16 Sitze |
| 2009 | 6                   | –                   | 10                  | 16 Sitze |
| 2004 | 7                   | –                   | 9                   | 16 Sitze |
| 1999 | 5                   | –                   | 7                   | 12 Sitze |

### Gemeindevorsteher/Ortsbürgermeister
Mario Weber (Wählergruppe Lauterbach) wurde am 9. Juli 2024 Ortsbürgermeister von Thom. Bei der Direktwahl am 9. Juni 2024 war er als einziger Bewerber mit einem Stimmenanteil von 89,8 % für fünf Jahre gewählt worden.
Bisherigen Amtsinhaber
- 1846: Mathias Prüm
- 1864: Johann Gorges II
- 1871: Johann Gorges
- 1878: Johann Michels
- 1891: Mathias Jünker
- 1894–1900: Johann Michels-Kiebel
- 1900–1906: Johann Baptist Gorges
- 1906–1912: Johann Michels-Kiebel
- 1912–1918: Matthias Jünker
- 1918–1924: Johann Bauer
- 1924–1929: Johann Zingerling-Krämer
- 1929–1933: Peter Resch[15]
- 1933–1942: Johann Zingerling-Krämer
- 1942–1945: Matthias Krempchen
- 1945–1946: Matthias Jünker
- 1946–1948: Josef Matthias Michels-Scheuer
- 1948–1952: Matthias Berens-Mattes
- 1952–1964: Matthias Krempchen
- 1964–1992: Gerhard Müller (Ehrenbürgerschaft der Ortsgemeinde 2005 verliehen)
- 1993–2009: Otmar Brittner
- 2009–2019: Hans-Peter Michels
- 2019–2024: Stephan Seeling[16][17]
- ab 2024: Mario Weber[13]

### Wappen und Gemeindefahne
| Wappen von Thomm | Blasonierung: „Unter silbernem Schildhaupt, darin ein blaues Schwert mit goldenem Griff, in Rot eine aufsteigende silberne Spitze, belegt mit schwarzem Hammer und Schlegel.“ |
| Wappen von Thomm | Wappenbegründung: Bis um 1800 zählte Thomm zum Kurfürstentum Trier. Hinweis darauf sind die Feldfarben Silber und Rot. Kirchen- und Ortspatron von Thomm ist der hl. Paulus. Sein Attribut, das Schwert, steht im Schildhaupt des Wappens. Unmittelbar bei Thomm befindet sich der sogenannte „Hinkelstein“, ein Natur- und Kulturdenkmal. Er wird symbolisiert durch die silberne Spitze im unteren Schildteil. Die Thommer Schiefergruben waren über Jahrhunderte weithin bekannt. Erst in jüngster Zeit wurde der Abbau aufgegeben. Als Erinnerung daran stehen Hammer und Schlegel, die Symbole des Bergmanns. Das Wappen wurde entworfen von Karl E. Becker, Malberg. |

Die Ortsgemeinde Thomm führt eine Gemeindefahne in den Farben Rot und Weiß mit dem Gemeindewappen.

## Kultur und Sehenswürdigkeiten
Das Angelusläuten der Kirchenglocken findet drei Mal täglich statt.
Zum Dreikönigstag ziehen symbolisch die Heiligen Drei Könige durch den Ort.
An den Kartagen wird der Brauch des Raspelns gepflegt.
Im Monat Mai ist in Thomm eine Marienprozession und an Fronleichnam findet im Wechsel mit benachbarten Orten eine Fronleichnamsprozession statt.
Um den Martinstag im November wird der Sankt-Martins-Umzug durchgeführt.
Sehenswert ist die Thommer Weihnachtskrippe, die seit 1975 von den Krippenbauern Thomm in der neuen Kirche aufgebaut wird. Auf über 40 m² werden die biblischen Motive, das Dorf Thomm und die Umgebung dargestellt.
Ein Nachbau des Margarethenstolleneinganges wurde 2005 am Ortseingang errichtet.
Wegekreuze in und um Thomm sind das Göttenskreuz beim Pergenborn, das im März 2022 erneuert wurde, und das Schieferkreuz an der Kapelle sowie ein Feldkreuz am Weg zur Jungenwaldhütte. Das Pergenkreuz und das Kewerkreuz sind nicht mehr vorhanden.

### Kultur- und Naturdenkmale
- Liste der Kulturdenkmäler in Thomm
- Liste der Naturdenkmale in Thomm

### Sport
Von 2006 bis 2014 wurde jährlich im Sommer ein 20-Stunden-Radmarathon rund um Fell und Thomm durchgeführt.

### Vereine
Laut dem Vereinsregister des Amtsgerichtes Wittlich gibt es in Thomm folgende eingetragene Vereine: Bergmannskapelle Glück Auf Thomm, BC Thomm, Heimat- und Verkehrsverein Thomm, Förderverein der Freiwilligen Feuerwehr Thomm und Sportverein Glück Auf Thomm. Darüber hinaus sind der Kirchenchor Cäcilia Thomm, der Jugendclub Thomm und die DTM-Freunde Noßertal aktiv. Der Männergesangverein 1920 Thomm existierte bis 2018, der Förderverein Kunstrasensportplatz Thomm von 2008 bis 2022. Historisch gab es auch schon mal einen Kriegerverein oder einen Knappschaftsverein in Thomm.

### Veranstaltungen
Regelmäßige Veranstaltungen sind:
- Karnevalsumzug mit anschließender Karnevalsparty, Veranstalter: Sportverein
- Konzert der Bergmannskapelle, Veranstalter: Bergmannskapelle
- Maiwanderung zur Jungenwaldhütte, Veranstalter: Bergmannskapelle
- Tag der offenen Tür, Veranstalter: Freiwillige Feuerwehr
- Sportfest, Veranstalter: Sportverein
- Kirmes und Pfarrfest, Ortsvereine und Kirchengemeinde
- Viezfest, Veranstalter: Bergmannskapelle
- Herbstwanderung, Veranstalter: Heimat- und Verkehrsverein
- Theateraufführungen der Theatergruppe des Heimat- und Verkehrsvereins

## Wirtschaft und Infrastruktur
In Thomm gibt es zwei landwirtschaftliche Betriebe, mehrere kleine und mittlere Unternehmen, ein SB-Center der Sparkasse Trier und bis Ende 2023 gab es eine Geschäftsstelle der Volksbank Trier. Der Keiser von Thomm war ein bekanntes Busreiseunternehmen aus Thomm.
Flächennutzung: Die Bodenfläche beträgt insgesamt 4,49 km², davon Landwirtschaftsfläche 45,4 %, Waldfläche 33,5 %, Wasserfläche 0,3 %, Siedlungs- und Verkehrsfläche 18,1 %, Sonstige Flächen 2,8 %.

### Medien
Örtliche Medien sind der Trierische Volksfreund, der Mosel-Ruwertaler Wochenspiegel und das Amtsblatt der Verbandsgemeinde Ruwer.

### Öffentliche Einrichtungen
- Jagdgenossenschaft Thomm
- Haus der Gemeinde (altes Pfarrhaus) mit Gemeindebüro und Bücherei
- Kindertagesstätte St. Barbara und integrative Kindertagesstätte Haus Tobias
- Feuerwehrhaus
- Sportplatz, Festplatz und Bürgerhaus
- Jungenwaldhütte (Grillhütte)
- Boule-Platz beim Dorfplatz

### Verkehr

#### Straße
Die Kreisstraße 82 führt von Fell kommend durch den Ort in Richtung Osburg-Neuhaus. Sie verläuft durch den Waldracher Weg, die Trierer Straße und die Kapellenstraße. Die Kreisstraße 83 führt von der K 82 in Richtung Waldrach. 
Landesstraßen auf dem Gemeindegebiet sind die L 149 und die L 151. 
Die nächsten Autobahnanschlussstellen sind bei Reinsfeld, Kenn und Longuich (Autobahndreieck Moseltal).

#### Schiene
Die nächstgrößeren Bahnhöfe sind Trier Hauptbahnhof, Trier Hafenstraße, Schweich DB oder Türkismühle.
Der Bahnhof Waldrach hatte früher eine hohe Bedeutung für den Ort, er führte beispielsweise zum Romika-Werk in Gusterath-Tal oder nach Trier.

#### ÖPNV
Thomm liegt im Bereich des Verkehrsverbundes Region Trier und wird von folgenden Buslinien bedient:
- Linie 20: Trier – Waldrach – Thomm – Farschweiler (– Lorscheid)
- Linie 200: Trier – Thomm – Hermeskeil
- Linie 202: Thomm – Osburg (nur werktags)
- Linie 203: Thomm – Beuren – Reinsfeld – Kell am See (nur werktags)
- Linie 205: Thomm – Hermeskeil (nur Schulverkehr)
- Linie 226: Thomm – Schweich (nur Schulverkehr)

### Wanderwege
Von Thomm führt ein Grubenwanderweg zum Besucherbergwerk Fell. 
Der Schiefer-Wackenweg bei Thomm, Fell und Herl wurde vom Deutschen Wanderinstitut zertifiziert.
Der Wanderweg RT 2 führt von Osburg kommend durch Thomm nach Herl und Farschweiler und über Osburg-Sternfeld wieder zurück nach Osburg.
Der örtliche Wanderweg Tm 1 führt am Kongeltbach vorbei ins Nossertal und der Weg Tm 2 führt zum Hinkelstein bei Thomm und weiter in Richtung Waldrach.

## Persönlichkeiten
- Peter Schnepp (* 1911 in Bundenbach, † 2011 in Boppard), langjähriger Pfarrer von Thomm; unter seiner Leitung wurde 1964 die neue Thommer Kirche erbaut;
- Günter Mattes, Träger der Ehrennadel des Landes Rheinland-Pfalz
- Ludwig Zöller, Geowissenschaftler, lebte von 1979 bis 1985 mit seiner Familie in Thomm;
- Helmut E. Scherf (* 1957), Ingenieur (Literatur)
- Alfred Michels, langjähriger Wehrführer, Träger des silbernen Feuerwehr-Ehrenzeichens am Bande
- Mechthild Michels, Archäologin (Literatur)
- Raimund Brittner (* 1963), Fußballspieler
- Silke Druckenmüller (1978–2023), Pferdezüchterin
- Valeska Finger (* 1999), Rollstuhlbasketballerin und Feuerwehrfrau, spielt bei den Doneck Dolphins Trier in der Rollstuhlbasketball-Bundesliga[23]